# Pavel Volek
Pavel Volek (28. května 1943, Olomouc - 18. listopadu 1993) byl český hokejový útočník. Po skončení aktivní kariéry působil jako trenér.

## Hokejová kariéra
V československé lize hrál za Spartu Praha a Dukla Jihlava. Odehrál za Spartu 8 ligových sezón, nastoupil ve 226 ligových utkáních, dal 66 gólů, měl 46 asistencí a 105 trestných minut. Za reprezentaci Československa nastoupil ve 2 utkáních. Jeho synem je hokejista David Volek.

## Klubové statistiky
| 1965/1966 | Dukla Jihlava | 1. liga | -   | -  | -  | -  | -0 |
| 1966/1967 | Sparta Praha  | 1. liga | 340 | 6  | 3  | 9  | 10 |
| 1967/1968 | Sparta Praha  | 1. liga | 34  | 17 | 4  | 21 | 28 |
| 1968/1969 | Sparta Praha  | 1. liga | 35  | 17 | 12 | 29 | 16 |
| 1969/1970 | Sparta Praha  | 1. liga | 20  | 9  | 6  | 15 | 10 |
| 1970/1971 | Sparta Praha  | 1. liga | 35  | 11 | 12 | 23 | 18 |
| 1971/1972 | Sparta Praha  | 1. liga | 35  | 4  | 5  | 9  | 19 |
| 1972/1973 | Sparta Praha  | 1. liga | 33  | 2  | 4  | 6  | 4  |

## Trenérská kariéra
Jako hlavní trenér vedl v sezóně 1982/83 československou reprezentaci do 18 let. Na klubové úrovní trénoval EHC Kloten, EV Landshut, Hedos Mnichov a Wiener EV.